# Теорема Шаудера — Тихонова
Теорема Шаудера — Тихонова — одна из теорем о неподвижных точках, являющаяся обобщением теоремы Брауэра.

## Формулировка
В локально выпуклом топологическом векторном пространстве любое непрерывное отображение {\displaystyle f\colon K\to K} выпуклого компактного множества {\displaystyle K} в себя имеет неподвижную точку.